# 220 Midi 1775 à 1784

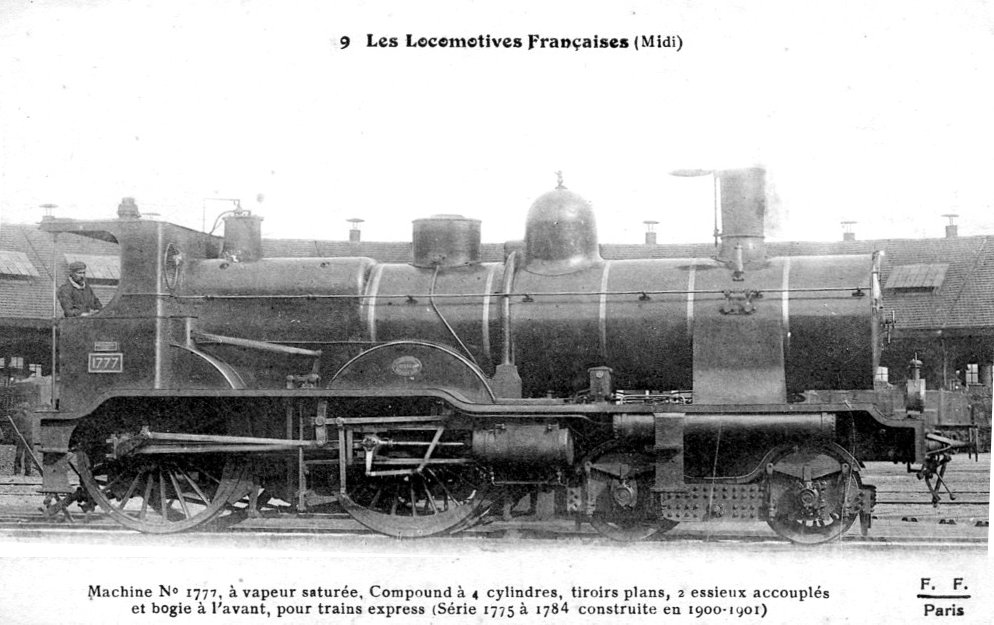
Locomotive Midi 1777.

Les locomotives de type 220 (ou American) numéros 1775 à 1784 de la Compagnie des chemins de fer du Midi sont des machines compound à 4 cylindres à vapeur saturée (sans surchauffeur), construites en 1900 et 1901. Elles reproduisent à quelques détails près les 220 NORD surnommées « Chocolat » sur ce réseau.